# Giant Steps
Giant Steps je páté studiové album jazzového saxofonisty Johna Coltrana, které vyšlo začátkem roku 1960 na labelu Atlantic Records. Je jeho prvním albem u tohoto hudební vydavatelství. Deska je pro Coltrana jako leadra svého vlastního jazzového ansámblu přelomová, skladby z ní se jako jazzové standardy dostaly do učebnic jazzového saxofonu.

## Seznam skladeb
Autorem všech skladeb je John Coltrane.

### První strana
1. „Giant Steps“ – 4:43
2. „Cousin Mary“ – 5:45
3. „Countdown“ – 2:21
4. „Spiral“ – 5:56

### Druhá strana
1. „Syeeda's Song Flute“ – 7:00
2. „Naima“ – 4:21
3. „Mr. P.C.“ – 6:57

### Bonusové skladby na reedici z roku 1998
1. „Giant Steps“ (alternate version 1) – 3:41
2. „Naima“ (alternate version 1) – 4:27
3. „Cousin Mary“ (alternate take) – 5:54
4. „Countdown“ (alternate take) – 4:33
5. „Syeeda's Song Flute“ (alternate take) – 7:02
6. „Giant Steps“ (alternate version 2) – 3:32
7. „Naima“ (alternate version 2) – 3:37
8. „Giant Steps“ (alternate take) – 5:00

## Nástrojové obsazení
- John Coltrane – tenorsaxofon
- Tommy Flanagan – piano
- Wynton Kelly – piano ve skladbě „Naima“
- Paul Chambers – kontrabas
- Art Taylor – bicí
- Jimmy Cobb – bicí ve skladbě „Naima“
- Cedar Walton – piano ve skladbách „Giant Steps“ a alternativní verzi skladby „Naima“
- Lex Humphries – bicí v „Giant Steps“ a alternativní verzi skladby „Naima“